# 이영자
이영자(1967년 12월 19일  ~ )는 대한민국의 희극 배우 출신 방송인이다.

## 생애
충청남도 아산시 온양동에서 태어났다.  대한민국 태안군 안면읍 고남면에서 잠시 유년기를 보낸 적이 있다. 이후 1986년 서울예술대학교 연극학과에 입학하여 연예인으로서의 재능을 본격적으로 연마했다.
1988년에 뮤지컬 배우 첫 데뷔 후 1991년 12월 MBC 특채 개그우먼으로 연예계에 정식 데뷔했는데 1992년 1월 MBC 청춘행진곡 '신부교실'에서 서울로 상경한 '영자' 역을 맡으면서 현재의 예명인 이영자로 활동하게 되었으며  이에 앞서 1988년 MBC TV 개그맨 콘테스트 2기 - 1989년 MBC TV 개그맨 콘테스트 3기 - 1990년 KBS 개그맨 콘테스트 6기에 응시했으나 최종 면접에서 탈락했는데 그  당시 MBC는 1989년 제 3기 이후 TV 개그맨 콘테스트를 선발하지 않아 쓸만한 신인 발굴에 어려움을 겪어온 데다 정재환 박미선 등 핵심 개그맨들의 SBS 이적까지 겹쳐 분위기가 어수선해진 상태였다.
그 뒤,  1993년 초 소위 '감자골 사건'이 터져 말 그대로 "설상가상" 신세가 되자 MBC는 이 사건 2달 뒤인 1993년 4월 제4기로  TV 개그맨 콘테스트를 재개했다.

배우 최진실, 모델 홍진경, 배우 최화정, 모델 이소라, 배우 엄정화, 코미디언 정선희 등과의 친분이 잘 알려져 있다. 예원예술대학교 코미디학과 교수로서 활동하였고 코미디언 김신영, 조세호 등이 대표적인 제자이다.
1993년 백상예술대상 코미디언 상과 1996년 대한민국연예예술상 희극인상을 휩쓸며 코미디언으로서 큰 인기를 누렸다. 담당 PD와 비만 캐릭터 문제로 갈등을 겪다가 1993년 11월 MBC 《오늘은 좋은날》에서 중도 하차하였다. 다음해 1994년 1월 프리랜서를 선언하게 되고 같은 해 SBS 기쁜 우리 토요일 공동 MC를 맡아 SBS로 활동영역을 넓혔다. 이후 같은 해 가을부터는 KBS로도 활동영역을 넓혔다.
1999년 5월 미국 유학을 이유로 방송활동을 잠시 중단했다가 2000년 12월 활동을 재개하였다. 그러면서 식이요법, 운동요법, 지방흡입술 등으로 체중 감량에 매진하여 36kg을 줄이게 되고 2001년 3월 SBS에서 버라이어티쇼 진행을 맡았다.
2001년 6월 성형외과 의사 김 모 씨가 이영자의 지방흡입술을 공개하는 범죄를 저질렀다. 이런 상황에서 이영자가 식이요법과 운동요법만 공개한 것에 대해 문제삼는 사람들도 생겨났다. 연예 기자들도 이영자가 마땅히 지방흡입술을 공개했어야 하는 것처럼 기사를 써서 이영자의 프라이버시권을 공격했다.
다음해인 2002년 3월 <사단법인웰컴투코리아시민협의회>의 홍보위원으로 위촉되었다. 같은 해 12월 김 모 씨는 형법상 유죄 판결을 받았다. 김 모 씨는 이영자를 상대로 의료법 위반, 명예훼손죄를 저질러 비난받았다.
2003년 SBS <해결 돈이 보인다>의 MC로 활동했다. 같은 해 4월에 이영자는 민법상 일부 승소로 김 모 씨로부터 손해배상금을 지급받도록 판결받았다. KBS2 《대단한 가족》(2004년), KBS1 《행복한 세상찾기 누룽지》(2005년), MBC 에브리원 《삼색녀 토크쇼》(2006년) 등에서 진행자로 활동을 이어갔다. 2006년에는 친구 이소라와 관련하여 이영자의 경솔한 행동이 지적되었다. 2007년에는 tvN 《현장토크쇼 TAXI》,  MBC 《지피지기》, MBC 《쇼바이벌》등의 진행자로 활동했다. 《현장토크쇼 TAXI》는 대한민국 최초로 달리는 택시 안에서 펼쳐지는 21세기 신개념 로드쇼를 선보여 화제가 되었고 이영자는 2007년 9월부터 2012년 8월까지 6년 동안 진행을 맡았다.
2008년 최진실 사망 후 매해 추도식에 참석하는 등 의리있는 모습을 보여주어 대중을 감동시켰다. 2010년 KBS 2TV 《대국민 토크쇼 안녕하세요》의 공동 진행자로서 대중 친화적인 능력을 잘 발휘하여 2011년 KBS 연예대상 쇼오락 MC 부문 여자 최우수상을 받았다.
개인 방송에서부터 시작된 '먹방' 컨텐츠 인기가 주류 방송사로도 이어지면서 이영자에게 또 한 번 기회가 오게 되는데 MBC 《전지적 참견 시점》에서 식재료에 대한 해박한 지식과 음식에 대한 맛깔나는 묘사가 들어간 해설로 엄청난 인기를 얻게 되었다. 이에 2018년 연말에 KBS 연예대상에서 여자 수상자 최초로 '대상'을 수상하게 되고 같은 해 연말에 MBC 방송연예대상에서도 '대상'을 수상하면서 여자 수상자 최초로 '2관왕'이 되었다.

## 경력
- 안면도 꽃박람회 홍보위원
- 웰컴투코리아 홍보위원
- 예원예술대학교 코미디학과 교수
- 제48회 아산 성웅이순신축제 홍보대사[34]
- 안면도 국제꽃박람회 홍보대사[35]
- 세계 재난 구호회 홍보대사
  - 이영자는 대한민국 내 연예인으로는 처음으로 아이티 지진 참사 현장을 방문해 구호활동을 도왔고 2010년 2월 세계재난구호회에 홍보대사로 위촉됐다. 2010년 1월 이영자는 케이블 채널 tvN 《현장 토크쇼 택시》를 통해 아이티 지진 피해 지역을 직접 방문해 구호활동을 하던 중 세계재난구호회와 인연을 맺게 됐다. 이영자는 향후 세계재난구호회를 알리고, 재난현장에 찾아가 재난으로 고통받는 이들에게 도움이 되기를 약속했다.[36]
- 세계대백제전 백제문화사절단
- 태안군 농·특산물 공동브랜드인 <꽃다지> 홍보대사[37]
- 송해 헌정공연 집행위원
- 한돈 홍보대사

## 학력
- 온양온천초등학교 (졸업)
- 온양여자중학교 (졸업)
- 온양여자고등학교 (졸업)
- 서울예술대학교 연극과 학사 (졸업)

## 방송

### 텔레비전 프로그램
- 1991년: 《청춘행진곡》 (MBC) - 신부 교실
- 1992년: 《92MBC신인가요제》 (MBC)
- 1992년: 《웃으면 복이와요》 (MBC)
- 1992년: 《일요일 일요일 밤에》 - 영자의 방/일요매거진/일요스타앨범 (MBC)
- 1992년: 《즐거운 세상》- 영자야 울지마라 (MBC)
- 1992년: 《점프 챔프》 (SBS)
- 1992년 ~ 1993년: 《오늘은 좋은날》 (MBC) - 인류 최초의 병원, 한방에 두 가족, 사랑방 손님과 어머니, 떡장수, 내일은 빛나리, 돈돈반점
- 1993년: 《특종 TV연예》- 뮤직드라마 (김원준, 최진영 등과 공동 출연)/신춘대춘향전
- 1993년: 《도전 추리특급》 - 역대 왕중왕전/대전엑스포특집 (MBC)
- 1993년: 《일요일 일요일 밤에》 - 영자의 방/TV인생극장 (MBC)
- 1993년: 《심야에의 초대》 (KBS2)
- 1993년: 《추석특집 대결 코미디 93》 (MBC)
- 1994년~ 1996년: 《기쁜 우리 토요일》 - 영자의 전성시대 (SBS)
- 1994년: 《스타와 이밤을》 (SBS)
- 1994년 ~ 1996년: 《톱스타 인생극장》(1994~95년)→《슈퍼 선데이》(1995~96년) - 금촌댁네 사람들 (KBS2)
- 1995년: 《TV는 사랑을 싣고》(KBS2)
- 1995년: 《설특집 MC 온 퍼레이드》 (KBS2)
- 1995년: 《가족오락관》 (KBS2)
- 1995년: 《출발 토요대행진》 (KBS2)
- 1996년: 《특종 연예시티》 (MBC)
- 1996년: 《토요일 전원출발》 (KBS2)
- 1996년: 《아이 러브 코미디》 (SBS)
- 1996년: 《친정아버지》 (SBS)
- 1996년: 《달빛 소나타》 (SBS)
- 1997년: 《밤의 이야기쇼》 (KBS2)
- 1998년: 《연예가 중계》 (KBS2)
- 1998년: 《TV데이트》 (KBS2)
- 1998년 ~ 2000년: 《기분 좋은 밤》 (SBS)
- 1999년: 《슈퍼TV 일요일은 즐거워》 (KBS2)
- 1999년: 《가족오락관》 (KBS2)
- 1999년: 《풍물기행 세계를 가다》 (KBS2)
- 1999년: 《토크쇼 백지연의 백야》 (MBC)
- 1999년: 《생방송 임성훈·이영자입니다》 (MBC)
- 1999년: 《시사터치 코미디파일》 (KBS2)
- 1999년: 《생방송 좋은 아침입니다》(KBS2)
- 1999년: 《체험 삶의 현장》 (KBS2)
- 2000년: 《스타 레볼루션》 (MBC)
- 2001년: 《초특급 일요일만세》 (SBS)
- 2001년: 《이소라의 사랑할까요》 (MBC)
- 2003년: 《해결 돈이 보인다》 (SBS)
- 2004년: 《대단한 가족》 (KBS2)
- 2005년: 《행복한 세상찾기 누룽지》(KBS1)
- 2006년: 《삼색녀 토크쇼》 (MBC 에브리원)
- 2007년: 《현장토크쇼 TAXI》 (tvN)
- 2007년: 《지피지기 시즌1》 (MBC)
- 2007년: 《쇼바이벌》 (MBC)
- 2008년: 《나는 PD다》 (tvN)
- 2008년: 《웃음을 찾는 사람들》 (SBS)
- 2008년: 《사랑海, 우리바다》 (MBC)
- 2009년: 《추억의 코미디 왕들의 귀환》 (MBC)
- 2010년: 《세상발견 유레카》(KNN)
- 2010년: 《미인도》 (MBC 에브리원)
- 2010년: 《대국민 토크쇼 안녕하세요(전국 고민자랑)》 (KBS2)
- 2012년: 《세대공감 토요일》 - 토요스타다큐 (KBS2)
- 2012년: 《청춘불패2》 (KBS2)
- 2012년: 《시청자가 만듭니다 따뜻한 TV》(광주MBC)
- 2012년: 《블라인드 테스트쇼 180도》 (MBC)
- 2012년: 《춤추는 100인의 황금 마이크》 (MBC MUSIC)
- 2013년: 《해피 선데이 - 스타 패밀리쇼 맘마미아》 (KBS2)
- 2014년: 《식사하셨어요?》 (SBS)
- 2014년: 《영자의 전성시대》 (MBN)
- 2015년: 《정보끝판왕 황금마차》 (TV조선)
- 2015년: 《연쇄쇼핑가족》 (JTBC)
- 2016년: 《먹스타 총출동》 (SBS)
- 2018년: 《전지적 참견 시점》 (MBC)
- 2018년: 《랜선라이프》 (JTBC)
- 2018년: 《볼빨간당신》 (KBS2)
- 2018년: 《밥블레스유》 (OLIVE)
- 2019년 《신상출시 편스토랑》 (KBS2)
- 2020년 웹예능《케이밥스타 : K-밥 스타》
- 2020년 SBS 《고민 해결 리얼리티 - 인터뷰게임》
- 2020년 SBS plus 《언니한텐 말해도 돼》
- 2022년 tvN 《신박한 정리 2 : 절박한 정리》 - 진행
- 2025년 KBS2 《오래된 만남 추구》- 게스트

### 라디오 프로그램(진행, 출연)
- 1992년: 《FM은 내 친구》 (MBC FM4U)
- 1992년: 《황기순·이영자의 저녁길 FM》 (BBS 불교방송)
- 2004년: 《이영자의 신나는 운전석》 (TBN 대구교통방송)
- 2004년 : 《이영자·이창명의 싱싱한 12시》 (KBS 해피FM 〈제2라디오〉)
- 2004년 ~ 2005년 : 《이영자·강성범의 싱싱한 12시》 (KBS 해피FM 〈제2라디오〉)
- 2005년 ~ 2008년 : 《이영자·심현섭의 싱싱한 12시》 (KBS 해피FM 〈제2라디오〉)
- 2008년 : 《이영자·장동혁의 싱싱한 12시》 (KBS 해피FM 〈제2라디오〉)
- 2016년 : 《EBS 책 읽는 라디오 낭독 시리즈》(EBS FM)
- 2025년 : 《뜨거우면 김창완》(KBS 클래식FM)

## 출연작

### 드라마
- 1995년 SBS 드라마스페셜 《째즈》 (16부작) (특별출연)
- 1998년 KBS 토요시트콤 《행복을 만들어 드립니다》 (61부작)
- 2006년 MBC 주말연속극 《진짜 진짜 좋아해》(34부작)
- 2008년 MBC 주말 특별기획드라마 《내 생애 마지막 스캔들》(16부작)
- 2015년 KBS 금토드라마 《프로듀사》 (특별출연)
- 2017년 JTBC 금토드라마 《더 패키지》 (특별출연)

### 영화
- 1992년: 《영자야 울지마라》
- 1992년: 《알라뷰 영자》
- 1999년: 《자귀모》 - 다이어티 역
- 2004년: 《돈 텔 파파》 - 순미 역

### 뮤지컬
- 뮤지컬 《라이프》
- 뮤지컬 《살을 빼야 하는 돼지 이야기》
- 뮤지컬 《메노포즈》

### CF
- 1992년 오리온 포카칩
- 1992년 이마이크로 비아또 샤프 (김찬우와 공동출연)
- 1992년 농심 너구리
- 1993년 영실업 방글이
- 1995년 무주YES클럽 (KBS 슈퍼선데이 금촌댁네 사람들 팀으로 출연)
- 1996년 무주리조트 (KBS 슈퍼선데이 금촌댁네 사람들 팀으로 출연)
- 1997년 일양식품 칼로리밀
- 1998년 한국가스안전공사 (KBS 행복을 만들어 드립니다 팀으로 출연)
- 2000년 렌토 매직후프
- 2008년 삼성전자 컬러레이저 프린트 레이
- 2012년 동원 개성왕만두 (KBS 2TV 대국민 토크쇼 안녕하세요 팀으로 출연)
- 2018년 ~ 감탄떡볶이
- 2018년 ~ 장스푸드 60계치킨
- 2018년 롯데리아
- 2018년 오뚜기 진짜쫄면, 춘천막국수
- 2018년 ~ 해화당만두
- 2018년 블랙솔루션 콩샴푸
- 2019년 한돈자조금관리위원회
- 2021년 ~ 텐마인즈 한번애

## 수상 경력
- 1992년 MBC 연기대상 코미디부문 신인상
- 1993년 제29회 백상예술대상 TV부문 여자 예능상[38]
- 1994년 SBS 연기대상 코미디부문 우수상
- 1996년 제23회 한국방송대상 여자 코미디언상[38](7호)
- 1996년 제3회 대한민국연예예술상 여자 희극인상[38]
- 2010년 SBS 연예대상 예능 10대 스타상[39]
- 2011년 KBS 연예대상 쇼오락 MC부문 여자 최우수상[40]
- 2012년 제19회 대한민국 연예예술상 TV 진행상
- 2012년 KBS 연예대상 쇼오락 MC부문 여자 최우수상
- 2014년 아시아 레인보우TV 어워즈 최우수 여자 진행자상[41]
- 2016년 tvN 10 어워즈 예능부문 개근상
- 2018년 올해의 브랜드대상 올해의 예능인상
- 2018년 KBS 연예대상 대상
- 2018년 MBC 방송연예대상 올해의 예능인상
- 2018년 MBC 방송연예대상 대상
- 2019년 제55회 백상예술대상 TV부문 여자 예능상
- 2019년 KBS 연예대상 베스트 커플상 (with 이경규)
- 2019년 MBC 방송연예대상 올해의 예능인상
- 2020년 KBS 연예대상 프로듀서 특별상
- 2020년 MBC 방송연예대상 올해의 예능인상
- 2021년 MBC 방송연예대상 올해의 예능인상
- 2022년 MBC 방송연예대상 올해의 예능인상
- 2023년 KBS를 빛낸 50인
- 2023년 MBC 방송연예대상 공로상

## 기타

### 모델홍진경발굴
이영자는 코미디언으로 인기를 얻기 시작한 시절인 1993년에 당시 16세의 나이로 슈퍼 모델 선발 대회에 참가해서 베스트 포즈상을 받았던 홍진경을 발굴해서 자신이 출연하는 코미디 프로그램에 같이 출연시켜 주는 등 홍진경을 코미디언으로서 성장시켜줬다. 이영자의 이런 노력 덕분에 무명 모델에 불과했던 홍진경은 코미디언 분야에서 스타덤에 올랐으며 이름이 널리 알려지자 모델로서도 대성했다.

### 체중 감량
2001년 3월, 이영자는 98kg이었던 자신의 체중을 62kg으로 감량하였다. 이영자는 식이 요법과 운동 요법 등을 통해 감량에 성공하였다고 말하였다.
이영자의 운동 요법은 많은 관심을 받았다. 방송에서 이영자는 평소 알고 지내던 성형외과 의사 김 모 씨가 만들어준 '밴드'를 이용함으로써 운동할 때 얼굴살이 처지는 것을 예방할 수 있었다고 밝혔는데, 이후 이 제품은 홈쇼핑채널을 통해 불티나게 팔려나갔다. 2001년 5월, '이영자 다이어트 비디오'가 출시되었고 한 달 만에 3만 개가 팔렸다.
2001년 6월 2일, 김 모 씨는 "이영자 씨는 우리 병원에서 지난 해 5월 30일과 11월 20일, 올해 2월 12일 등 세 차례에 걸쳐 턱선, 가슴, 팔, 배, 등, 허벅지 등 거의 전신에 걸쳐 지방흡입수술을 받았다"라고 주장하였다. 이에 이영자의 소속사는 "1998년 체중이 98kg이었을 때 팔 부위에 지방흡입수술을 한 차례 받았으나 2주만에 원상태로 돌아와 그 후로는 시도하지 않았다. 최근 9개월 동안 체중을 뺀 것은 운동과 식이 요법의 결과이고 지방흡입술과는 무관하다"라고 말했다. 2001년 6월 5일, 하니리포터인 의사 김승열은 김 모 씨가 환자의 비밀을 공개한 것은 범죄행위임을 지적하였다.
검찰은 "무엇으로 살을 뺐는지가 형사처벌의 판단 잣대가 될 수 있다. 그러나 '사기혐의'는 입증하기 힘들 것이다. 이영자 씨가 지방흡입술을 시술받은 것이 사실일 경우라도 '달리기'를 병행해서 살을 뺐다면 사기로 기소하기는 힘들다. 만약 36kg의 체중 감량이 지방흡입술에만 의존한 것이라면, 이영자 씨가 달리기 등 운동 요법과 식이 요법만으로 살을 뺀 것으로 주장해온 만큼 제작·판매한 5만 여 개의 비디오 테이프에 대해 사기혐의의 적용·검토도 가능할 것이다"라고 밝혔다.
2001년 6월 7일, 경제학자 정태인은 다음과 같이 말했다.
냉정하게 말할 때 이번 해프닝으로 피해를 본 일반인은 별로 없다. 명백하게 물질적 손해를 본 사람으로 '이영자 다이어트 비디오'를 산 소비자들을 먼저 들 수 있을 것이다. 그러나 그것도 한 번 더 생각해 보면 그다지 근거가 없다. 이영자 씨가 비디오에서 제시한 다이어트 방식이 효과가 없다는 건 지금까지 증명되지 않았다. 희망이 실망으로 급반전하면서 그 효과가 없어지리라는 게 오히려 더 정확할 것이다. 즉 수술을 한 의사가 사실을 폭로하면서 피해가 시작된 것이다. 그러나 그가 밝힌 것은 수술을 했다는 사실 뿐이고 그 수술로 36kg이 줄었다는 것은 아니다. 지방흡입술로는 기껏해야 5kg을 뺄 수 있다는 것이 의학계의 정설이다. 단순하게 셈한다면 폭로 의사의 말대로 세 번 모두 지방흡입술이었다고 해도 36kg 중 최대 15kg만 수술의 결과이다. 결국 최소한 20kg 이상이 달리기에 의해서 빠진 것이다. 물론 사람을 속여서 정신적 피해를 입혔다고 주장할 수 있다. 그런데 내가 어떤 정신적 피해를 입었는가를 생각해 보면 그 또한 명확하지 않다. 이영자 씨에 대한 찬탄이 '그럼 그렇지' 정도로 바뀌었을 뿐이다. 처음부터 수술과 운동을 병행했다고 하면 얼마나 좋았을까? 그러나 그것은 그 수술에 대한 괜한 선망만 불러 일으켰을 것이고 돈 없는 사람들의 자괴감만 부추겼을지도 모른다. 그렇다면 이제 거짓말로 돈을 벌었다는 쪽이 더 나쁜 행위로 지탄받을만 하다. 그러나 순전히 운동만으로 1년에 20kg 이상 뺀 연예인이 비디오테이프를 만들었어도 날개돋힌 듯 팔렸을 것이다. 이상한 다이어트 열풍, 그 열풍을 더 뜨겁게 더 세차게 만들고 있는 언론, 그리고 직접 그 바람을 타고 돈을 벌려는 연예산업과 다이어트산업이 더 문제가 아닌가? 한 기자는 이영자 씨가 1kg당 2220만 원을 벌었다고 비아냥거리지만 그렇게 값을 올린 사람들이 과연 누구인가? 당시에 사실을 끈질기게 추적하지 않고 단지 선정적 보도에만 열을 올리지 않았는가. 이제 기자들은 비난의 강도를 높여서 책임을 면하려고 하는 것은 아닌가? 균형이 잡혀 있는 사회였다면 애초에 36kg을 뺐다는 것 자체가 그리 대단한 일이 아니었을 것이다. 균형을 잃은 사회에서 그 사실은 고가의 상품이 됐고 그리고 또 바로 그 사회에서 그만큼 문제가 되고 있을 뿐이다.

2001년 6월 14일, 여성계는 "이영자 씨가 거짓말을 했을 수도 있지만, 본인이 없는 상황에서 모든 책임이 이영자 씨에게 있는 양 보도하는 언론이 문제이다. 이미 언론이 이영자 씨가 부도덕하다는 여론 재판을 주도하여, 이영자 씨가 설사 거짓말을 안했더라도, 이영자 씨는 상황을 뒤집기 어려운 처지이다. 특히 이영자 씨의 체중 감량 성공담을 대대적으로 보도했던 언론들이 석 달 만에 사생활(병력)마저 들추며 '이영자 죽이기'에 나섰다. 언론은 획일적인 미인관으로 여성을 재단하는 남성우월주의에 대한 고민은 하지 않고, 늘 하던 식으로 마녀 사냥을 하고 있다. 언론 보도 탓에 사람들이 아침·저녁으로 하던 달리기를 그만두고 부작용이 심한 지방흡입술을 위한 계를 만들지 모른다. 이번 파동이 일으킬지 모를 부작용이 걱정된다"라는 입장을 표했다.
이영자는 지방흡입수술 등 자신의 진료기록과 수술내용이 담긴 사진 등을 기자회견을 통해 공개함으로써 자신의 명예를 훼손하고 연예프로그램 등에 자신에게서 협박을 받고 있다는 등의 허위사실을 유포했다며 김 모 씨 부부를 상대로 7억 원의 손해배상청구소송을 제기하였다. 2003년 4월 23일, 법원은 "피고들은 7천 200만 원을 지급하라"라고 원고 일부 승소 판결을 내렸다. 재판부는 판결문에서 "의사는 환자를 치료하는 과정에서 알게 된 비밀을 누설할 수 없음에도 불구하고 피고들은 이를 공개하여 환자의 비밀을 보호해야 할 책임을 다하지 않았고, 이영자 씨로부터 협박당했다는 허위사실을 유포한 점이 인정된다"라고 밝혔다.

### 모델이소라와의 갈등
2007년 5월 6일, 이영자는 버라이어티 쇼인 MBC 《일요일 일요일밤에》의 <경제야 놀자> 코너에 출연하여 자신의 다이아몬드 반지에 대해 감정을 받았다. 이영자는 친구인 모델 이소라가 '다이어트 비디오' 제작을 하면서 자금이 모자라 어려워 할 당시에 자신의 집을 담보로 대출을 받아 5000만 원을 이소라에게 빌려줬고 이를 발판으로 이소라의 사업이 성공하면서 감사의 뜻으로 이소라가 자신에게 반지를 선물했다고 밝히며, 그 반지를 감정 받았던 것이다.
감정 결과 그 반지가 가짜라는 판명이 났다. 이를 본 시청자들은 가짜 다이아몬드 반지를 이영자에게 속이고 선물한 이소라에 대한 비판 의견을 제기했다.
5월 9일, 이영자는 오해를 받고 있는 이소라에 대한 해명을 위해 시청자 게시판에 "프로그램의 재미를 위해 사소한 물건을 과장해서 표현한 것이다. 제가 감정 받았던 반지는 맘에 들어서 이소라 씨에게서 빼앗아 오다시피 한 것이다. 방송을 더 재미있게 만들려는 욕심에 과장되게 표현했다. 방송을 보신 분들이 오해할 수 있는 상황이 될 정도로 제가 지나쳤다. 과장된 연기와 실수로 인해 친구인 이소라 씨에게 폐를 끼쳐 진심으로 미안하고 또한 여러분께도 사과드린다. 좀 더 성숙하고 매사에 신중하게 임하는 이영자가 되겠다"라고 입장을 밝혔다.
5월 10일, 이소라도 시청자 게시판에 "인터넷을 보다가 펑펑 울었다. 요 며칠 동안 수만 번 마음을 다스려 봐도 방송하는 내내 한 사람의 이미지를 맘대로 설정해서 치명적인 오해를 불러온 방송이 절 참담하게 만든다. 방송을 만드는 제작진들이 좀 더 신중해져서 누군가의 인격에 결정적으로 상처를 입히는 그런 방송은 더 이상 만들어지지 않았으면 하는 바람이다"라고 입장을 밝히며 제작진에 대한 불편한 감정을 드러내었다.
5월 12일, 배우 최진실은 노컷뉴스와의 인터뷰에서 이 일과 관련하여 다음과 같이 말했다.
분명 이영자 씨가 잘못했다. 이영자 씨에게 '너무 오버하고 있다. 남들을 웃겨야 한다는 강박에서 벗어나서 조금 자제했으면 좋겠다'라고 부탁했다. 내가 아는 이영자 씨는 시청자들을 웃기기 위해 언제나 강박증 환자처럼 노력에 노력을 하는 친구다. 심지어 이영자 씨는 교회에서 간증을 하면서도 과장을 해서라도 신도들을 즐겁게 해주려는 모습도 보인 적이 있다. 이후 이영자 씨는 '내가 하나님 앞에서 이러면 안된다'면서 간증을 중단했던 일도 있다. 예능 방송이란 것이 사람을 자꾸 오버하게 만들다 보니, 작은 것도 크게 부풀려지는 경향이 있다. 이영자 씨는 코미디언으로서 자신에 대한 사람들의 기대에 부응하려고 하다가 이렇게 된 것 같다. 어렵게 지상파 방송 프로그램에 복귀하는 이영자 씨가 이렇게 다시 힘들어 하는 모습을 보니 친구로서 안타깝다. 친구로서 이영자 씨에게 '앞으로 평소보다 좀 자제해서 해도 괜찮다'라고 진심으로 말을 전했다.

### 빅우먼 패션쇼 참여
2007년 6월 8일, 여성문화예술기획은 '2007 빅우먼 패션쇼'를 개최했는데, 이영자는 여성학자 오한숙희와 함께 이 패션쇼의 사회를 맡았다. 이 패션쇼는 2005년에 첫 선을 보였고 '통 큰 엄마와 언니 그리고 명랑 딸들의 축제'라는 부제를 내걸고 2년 만에 다시 열렸으며 몸에 대한 차별로 상처를 경험한 '77' 사이즈 이상의 여성 20명이 모델로 선발되어 무대에 섰는데, 외모 지상주의를 비판하고자 하였다.

### 코미디언과 진행자 사이
1997년 가을 종방한 SBS <아이러브 코미디> 이후 '진행' 위주로 활동해 오다가 2008년 8월 29일부터 SBS 《웃음을 찾는 사람들》의 '내일은 해가 뜬다' 코너로 코미디언으로서의 활동을 재개했다.
2002년 1월 SBS <웃는밤 좋은밤>의 고정 게스트를 맡아 코미디언으로서의 활동을 재개할 예정이었다가 한 해 전 '지방흡입술 비공개'에 불만을 가진 일부 대중의 반발심을 고려하여 그만두었다.

## 같이 보기
- 신동엽
- 최진실
- 이경규
- 송은이
- 김숙
- 홍진경
- 김영철
- 정선희
- 최화정
- 안재환
- 전현무
- 양세형
- 유병재